# ムハンマド・アミーン・ブグラ
ムハンマド・アミーン・ブグラ（1901年 - 1965年）(ウイグル語: محمد أمين بۇغرا), Муххамад Эмин Бугро, ,Muhammad Amin Bughra (トルコ語名のメフメト・エミン・ブグラMehmet Emin Bugra、漢名毛徳明、買買提·依明とも) は、独立国第一次東トルキスタン共和国の建国を計画したテュルク系イスラーム教徒の指導者である。中国新疆ホータン（現在のホータン市）出身のウイグル族で、中華民国の大陸時期の政治家、汎テュルク主義者、民族革命委員会(en:Committee for National Revolution)と第一次東トルキスタン共和国の建立者の一人である。後に中国国民党に加入して、中央監察委員となり、新疆省副主席を務めた。1949年後、インドやトルコなどの国に亡命した。

## 生涯
ムハンマド・アミーンの若い頃の事跡は不詳であるが、ホータン暴動を起こす以前はイスラーム経学院の教師をしていたらしい。1930年代初、ホージャ・ニヤーズらがハミ反乱(en:Kumul Rebellion)を起こして数年後には、金樹仁省政府に対する反乱が次第に全省を覆った。1932年、ムハンマド・アミーンとその兄弟のアブドゥッラー・ブグラen:Abdullah Bughraは民族革命委員会en:Committee for National Revolutionを組織した。民族革命委員会は反漢、反ドンガン（つまり回族）とイスラーム国家建設を宗旨とし、カーフィル（異教徒）に対する聖戦を鼓吹した。1933年1月、南新疆の情勢は混乱し、クチャとアクス市は相次いで反乱軍に占領され、駐カシュガル省軍の師長の金樹智（金樹仁の弟）は自殺し、カシュガル行政長で南疆剿匪司令の馬紹武が僅かにカシュガルを保つに過ぎなかった。

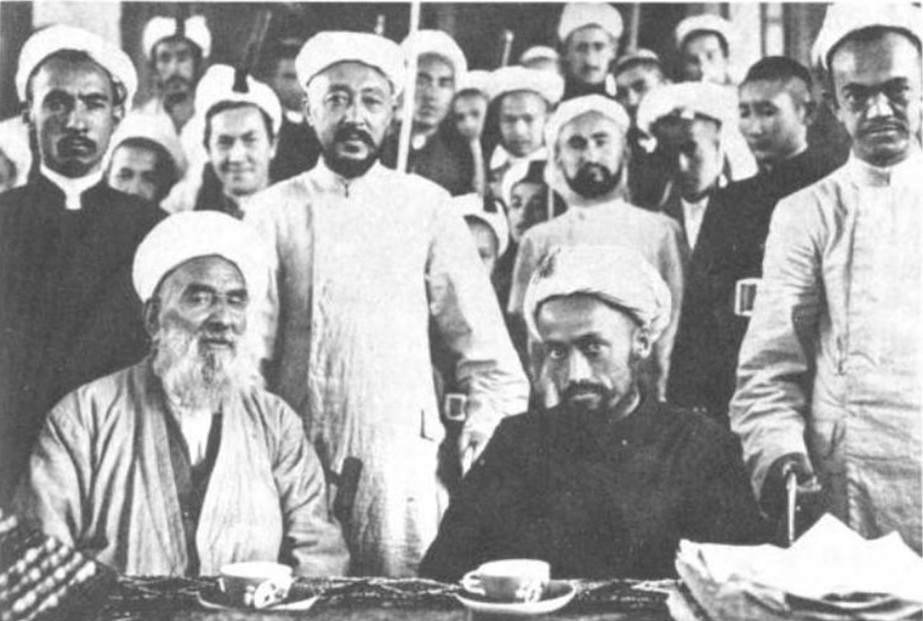
1933年，ムハンマド・アミーン（前列の黒いチャパン)を着た人物）とホータンのウラマー

1933年2月15日、アミーンはホータン以北の墨玉県で省政府がインドから運んできた兵器を獲得し、反乱を起こした。2月下旬、アミーンとその兄弟のアミール・サイプ（艾米尔·沙依甫）、マンスール（満素爾）、買買提·尼牙孜·艾蘭木らは墨玉県政府を占領した。馬紹武は調達できる兵力がなく、アミーンはホータン旧城を下した。2月20日、民族革命委員会はホータンで集会を開き、“ホータン臨時政府”（後にホータン・イスラーム政府と改称）の設立を宣言して、アミーンはパシャを自称し、墨玉のベグのムハンマド・ニヤーズ・アラムzh:穆罕默德·尼牙孜·艾來木を総統に、サービト・ダーモッラーを総理に推挙した。その後アミーンとサービトはチャルチャン県、グマ県、カルギリク県、ポスカム県、ヤルカンド県の諸県を攻め落とした。4月、アミーンは兵を率いてファイザバード県に来て、ホージャ・ニヤーズの部下のティムル（鉄木爾）、馬紹武の下の反乱軍のウスマンzh:烏斯滿と連合してカシュガルへ侵攻した。5月2日、ティムルは疏附（カシュガル回城）を攻め落とし、馬仲英部下の馬占倉と馬紹武は疏勒（カシュガル漢城）を征服した。8月9日、馬占倉はティムルを殺し、疏附城を攻め落としたが、ウスマンとアミーンに奪回された。まもなく、アミーンはティムルの残存部隊と連合してウスマンを監禁し、疏附を支配下に置いた。

東トルキスタンイスラーム共和国旗

疏附占領後、アミーンは西アジアでの遊学経歴のあるサービト・ダーモッラーを担ぎあげて、独立したイスラーム国政府を組織した。アミーンとサービトの分裂運動はイギリスの支持を得た。イギリスは駐カシュガル領事館を通して、広範囲のカシュガルやホータンやヤルカンドの商業界や宗教界の人士を買収して任務に当たらせた。11月12日夜、アミーンやサービトらは会議を開き、東トルキスタンイスラーム共和国の成立を宣言し、ホージャ・ニヤーズを総統に推挙し、サービトは総理に就いた。汎テュルク主義者はこの会議を“民族の夜”と呼ぶ。この政府の軍政の実権は、アミーンの民族革命委員会の手中に握られていた。アミーンの2人の兄弟はそれぞれヤルカンドとイェンギサール県を支配し、アミーンはホータンを管轄した。
1934年2月5日，馬仲英の部下馬福元が馬占倉と協力して疏附を攻撃し、東トルキスタン政権は瓦解し、政府官員も散り散りとなった。アミーンはホータンへ逃亡した。4月、アミーンは兄のマンスールをパシャに推挙して、ホータン・イスラーム王国を建立した。6月12日、馬仲英の先頭部隊馬如龍がホータンを攻略し、マンスールは殺され，伊敏は喀喇古塔格（黒山）へ逃亡し、ホータン・イスラーム王国は滅亡した。6月末、馬仲英の姉の夫の馬虎山が36師団の主力を率いてグマからホータンへ来た。7月26日、アミーンは数千の民衆を連れてイギリス領インド帝国のレーへ、そしてアフガニスタン首都カーブルへと亡命した。
1937年春、新疆南部で反乱が再発した。多くの要因が反乱の勃発に関わっていた。テュルク系 イスラーム教徒を懐柔するため、 盛世才は、ハミ暴動（1931年2月20日 - 1931年11月30日）の指導者であるホージャ・ニヤーズとユルバース・カーンen:Yulbars Khanなどの、多くの非分離主義者の指導者を、迪化 (現在のウルムチ)とカシュガルの省政府の重要な役職に指名した。
同時に、イスラーム教の基本教義に攻撃する教育改革と、南部に広げられた無神論宣伝プログラムによって、現地住民の人心は盛政府から離れていった。カシュガルで、裕福なイスラーム教徒でトルファン反乱(1932)の前指導者で、盛に任命されたマフムード・シジャンen:Mahmud Sijangが、反政府の焦点となった。
一方アミーンはカブール滞在期間中、日本に対して独立活動の支持を求め、日本から直接新疆へ出兵し満州国のような傀儡政権を作ることを提案した。東トルキスタントルコイスラーム共和国 (TIRET、第一次東トルキスタン共和国)の亡命指導者であるアミーンは、1935年日本の大使に「日本の支援のもと、東京から供給される装備と資金により、『東トルキスタン共和国』を建国する詳細な計画」を提案した。彼はこの中央アジア版 満州国の未来の指導者として、誰よりもまずマフムード・シジャン (マフムート・ムヒティen:Mahmut Muhiti、1934年7月20日より新疆省地方軍の一部である駐カシュガル第6ウイグル師団長)を、 大東亜共栄圏 のような政治組織を構成する一員に迎えられるべきものとして提案した。しかし、盛世才は第6ウイグル師団の武器の「近代化」を提案し、それに先立って師団の旧式の武器を全てウルムチの代表者に引き渡させることによって、彼らを武装解除させようとした。この試みは失敗したが、マフムードが命の危機を感じて1937年4月2日にカシュガルからインドへ脱出したため、アミーンの計画は挫折した。
マフムードの亡命によって、省政府に対し彼の部隊で反乱が起こった。 親ソビエトだった者は処刑され、また別の独立ムスリム政府がマフムート・ムヒティの側近であるアブドゥニヤーズ（Abduniyaz）将軍 (1937年8月5日ヤルカンドで戦死)の指導でつくられた。 彼は部隊の指揮を受け継ぎ、その部隊には約4000の兵士と将校がおり、4つの連隊からなり、そのうち2つはカシュガルに、一つはイェンギサール県に、一つの旅団はアルトゥシュ市に、一つの騎兵大隊はカシュガルに駐屯していた。1937年7月、盛世才の省軍はカシュガル近郊の激しい戦いで反乱軍に敗北して敗走したが、やがて反乱は1937年8月に盛世才が介入のため招いたソビエト軍(いわゆる「キルギス旅団」、約5000の軍勢で、OshskayaとNarinskayaの2つの戦術グループからなっており、それぞれ赤軍と内務人民委員部の2つの山岳連隊を含んでおり、装甲車と戦車大隊（21 BT-7）と航空機によって増強されていた。介入兵力が反乱に対して化学兵器を使用したという不確かな報告もある。）によって鎮圧された。
1940年、ムハンマド・アミーン・ブグラは亡命先のカシミールでウイグル語の著作Sharkiy Turkestan Tarihi (東トルキスタンの歴史) を出版した。この著書では古代から現代までのこの地の歴史の説明と、18世紀半ばに独立を喪失した理由の分析が述べてあった。
同年、重慶国民政府の蔣介石はエイサ・ユスプ・アルプテキンや馬福良（Ma Fuliang）らをアフガニスタンに派遣して、アミーンと連絡を取り、国民党政府の首都である重慶へと招いた。1942年、アミーンは英領インド政府に日本のスパイであるとして逮捕され、国民政府の交渉を経て釈放され、新疆へ戻った。この後アミーンは中国国民党に入党し、彼とエイサ・ユスプは国民党のイスラーム教徒書籍の編集者として働いた。1945年5月、中国国民党第六回全国代表大会が開かれ、アミーンは中央監察委員、中央組織部専員の候補になる。1946年、新疆省政府委員兼建設庁長に就任する。1947年国民党中央監察委員に就任する。1948年12月、アミーンは蔣介石によってブルハン・シャヒディ政権下の新疆省政府副主席に任命された。彼は、中華民国の公的な保護のもとテュルク系民族の自治を得るため、またソビエトの支援を受けた第二次東トルキスタン共和国(en:Second East Turkestan Republic)をふくむ新疆のすべての共産党勢力を打倒するために、国民党との同盟を宣言した。
ムハンマド・アミーン・ブグラとその同士で汎テュルク主義ジャディード運動家で東トルキスタン独立運動活動家であるマスード・サブリは、ソ連が新疆のテュルク系民族に「ウイグル人」の名を押しつけることを拒絶した。彼らは代わりに「テュルク民族」（中国語：突厥族）を自分たちに用いる事を要求した。マスード・サブリは回族をイスラーム教徒の中国人とみなし、自身の民族と別物とした。"Türk"や"Türki"という名をブグラは自身の民族の真の名として特に求めた。彼は盛世才がテュルク系イスラーム教徒に別の民族の名前を名付けて、テュルク系イスラーム教徒の不和の種をまいたとして批判した。

## 亡命
1949年9月、中共の人民解放軍が新疆省に進入し、ムハンマド・アミーン・ブグラは再度インドへ亡命した。その後トルコへ亡命し、そこでかつて第一次東トルキスタン共和国国会の秘書長を務めた亡命ウイグル人の指導者のエイサ・ユスプ・アルプテキンと合流した。1933年11月12日から1934年までの短期間この共和国は存在していたが、正式に南京国民政府と同盟していた馬仲英の回族軍により崩壊した。1950年代、アミーンはホータンにとどまっている阿不都依米提大毛拉を通じて墨玉県やイェンギサール県やロプ県やホータンなどで多くの反乱を策動した。1954年、ムハンマド・アミーン・ブグラとエイサ・ユスプ・アルプテキンは台湾に赴き、中華民国の国民党政府に新疆への主張を取り下げるよう説得を試みた。
彼らの要望は拒絶され、台湾は「新疆は中国の統合された一部」であるとの主張を断言した。
1959年，阿不都依米提大毛拉は捕えられ、アミーンの残存勢力も消滅させられた。
ムハンマド・アミーン・ブグラは1965年亡命先のトルコでこの世を去った。

## 家庭
- 妻：zh:愛美娜、新疆ホータン出身、ウイグル族。制憲国民大会(zh:制憲國民大會)代表、新疆省立法委員を務めた。
- 娘：貝那齊爾·布格拉

## 注
1. ↑  Andrew D. W. Forbes (1986). Warlords and Muslims in Chinese Central Asia: a political history of Republican Sinkiang 1911-1949. Cambridge, England: CUP Archive. p. 84. ISBN 0-521-25514-7 2010年6月28日閲覧。
2. ↑  海特·巴米爾，《俄國與中國之間的突厥斯坦》，阿姆斯特丹，1971
3. ↑  “Moslems in Chinese Turkestan in Revolt Against Pro-Soviet Provincial Authorities”. The New York Times. (1937年6月26日)
4. ↑   Wei 2002, p. 181
5. ↑   Millward 2007, p. 209
6. ↑  Page 52, Ismail, Mohammed Sa'id, and Mohammed Aziz Ismail. Moslems in the Soviet Union and China. Translated by U.S. Government, Joint Publications Service. Tehran, Iran: Privately printed pamphlet, published as vol. 1, 1960 (Hejira 1380); translation printed in Washington: JPRS 3936, September 19, 1960.